# Кайнар (Каратальський район)
Кайна́р (каз. Қайнар) — село у складі Каратальського району Жетисуської області Казахстану. Входить до складу Єскельдинського сільського округу.
У радянські часи село називалось МОПР.
Населення — 77 осіб (2021; 128 у 2009, 66 у 1999, 81 у 1989).